# Municipio Turco
Das Municipio Turco ist ein Verwaltungsbezirk im Departamento Oruro im Hochland des südamerikanischen Anden-Staates Bolivien.

## Lage im Nahraum
Das Municipio Turco ist das südliche der beiden Municipios der Provinz Sajama. Es grenzt im Nordwesten an das Municipio Curahuara de Carangas, im Westen an die Republik Chile, im Süden an die Provinz Sabaya, im Südosten an die Provinz Litoral, im Osten an die Provinz Carangas und im Nordosten an die Provinz San Pedro de Totora.

## Geographie
Das Municipio Turco umfasst eine weite Ebene nördlich des Salzsees Salar de Coipasa, zwischen der Cordillera Occidental im Westen und dem Höhenzug der Serranía de Huayllamarca im Osten. Das Klima der Region ist semiarid und ein typisches Tageszeitenklima, bei dem die Temperaturunterschiede zwischen Tag und Nacht stärker schwanken als zwischen den Jahreszeiten.
Der Jahresniederschlag in der Region liegt unter 300 mm, wobei nennenswerte Niederschläge zwischen 40 und 80 mm nur in den Sommermonaten von Dezember bis März fallen, in den restlichen acht Monaten liegen die Monatsniederschläge häufig nahe 0 mm (siehe Klimadiagramm Turco). Die Jahresdurchschnittstemperatur liegt bei gut 6 °C, die Monatswerte schwanken zwischen 2–3 °C im Juni/Juli und 8–9 °C von November bis März.

## Bevölkerung
Die Einwohnerzahl ist zwischen 1992 und 2024 um mehr als ein Drittel angestiegen:
| Jahr | Einwohner | Quelle       |
| ---- | --------- | ------------ |
| 1992 | 3799      | Volkszählung |
| 2001 | 3818      | Volkszählung |
| 2012 | 5207      | Volkszählung |
| 2024 | 5277      | Volkszählung |

Die Bevölkerungsdichte des Municipios beträgt 1,12 Einwohner/km² (2024), der Anteil der städtischen Bevölkerung ist 0 Prozent.
Die Lebenserwartung der Neugeborenen lag im Jahr 2001 bei 49,6 Jahren.
Der Alphabetisierungsgrad bei den über 19-Jährigen beträgt 85 Prozent, und zwar 96 Prozent bei Männern und 74 Prozent bei Frauen (2001).

## Politik
Ergebnis der Regionalwahlen (concejales del municipio) vom 4. April 2010:
| Wahl- berechtigte |  | Wahl- beteiligung | gültige Stimmen |  | MAS-IPSP | FPV    | MSM   |
| ----------------- |  | ----------------- | --------------- |  | -------- | ------ | ----- |
| 2.256             |  | 2.004             | 1.552           |  | 1.084    | 372    | 96    |
|                   |  | 88,8 %            | 77,4 %          |  | 69,8 %   | 24,0 % | 6,2 % |

Ergebnis der Regionalwahlen (elecciones de autoridades políticas) vom 7. März 2021:
| Wahl- berechtigte |  | Wahl- beteiligung | gültige Stimmen |  | MAS-IPSP | BST     | PP      | MTS    | PAN-BOL | UN SOL PARA ORURO |
| ----------------- |  | ----------------- | --------------- |  | -------- | ------- | ------- | ------ | ------- | ----------------- |
| 2.340             |  | 1.931             | 1.701           |  | 946      | 324     | 310     | 33     | 22      | 21                |
|                   |  | 82,52 %           | 88,09 %         |  | 55,61 %  | 19,05 % | 18,22 % | 1,94 % | 1,29 %  | 1,23 %            |

## Gliederung
Das Municipio unterteilt sich in die folgenden drei Kantone (cantones):
- 04-0402-01 Kanton Turco – 59 Ortschaften – 2826 Einwohner – im zentralen und östlichen Teil des Landkreises
- 04-0402-02 Kanton Cosapa – 25 Ortschaften – 952 Einwohner – im Nordteil des Landkreises
- 04-0402-03 Kanton Chachacomani – 19 Ortschaften – 1429 Einwohner – im Westteil des Landkreises

## Ortschaften im Municipio Turco
- Kanton Turco
  - Turco 574 Einw.

- Kanton Cosapa
  - Cosapa 264 Einw.

- Kanton Chachacomani
  - Tambo Quemado 418 Einw. – Chachacomani 168 Einw.